# Bergia
Bergia es uno de los dos géneros de plantas que componen la familia, Elatinaceae. Estas son plantas tropicales o subtropicales a veces, acuática en la naturaleza.

## Descripción
Son hierbas anuales o perennifolias. Tallos erectos o procumbentes. Hojas opuestas, aserradas, estipuladas. Inflorescencias en cimas axilares. Flores sésiles o cortamente pediceladas. Sépalos 4-5(6), libres, enteros, con nervio central prominente y ápice agudo. Pétalos 4-5(6), libres, persistentes. Estambres 5-12 (usualmente 5 o 10). Ovario ovoide, pentalocular, multiovulado; estilos 5, libres. Cápsula globosa, septicida. Semillas numerosas, reticuladas.

## Taxonomía
El género fue descrito por Carolus Linnaeus  y publicado en Mantissa Plantarum 2: 152, 241. 1771. La especie tipo es: Bergia capensis.

## Especies
- Bergia ammannioides
- Bergia aquatica
- Bergia auriculata
- Bergia capensis
- Bergia decumbens
- Bergia glutinosa
- Bergia henshallii
- Bergia pedicellaris
- Bergia pentherana
- Bergia perennis
- Bergia polyantha
- Bergia pusilla
- Bergia serrata
- Bergia suffruticosa
- Bergia texana